# سوبر ماريو أر بي جي
سوبر ماريو أر بي جي (باليابانية: ス ー パ ー マ リ オ RPG)، سوبر ماريو (Ārupījī) أسطورة النجوم السبعة، أو ببساطة سوبر ماريو آر بي جي في اليابان، هي لعبة فيديو عمل-RPG التي وضعتها ساحة والتي نشرتها نينتندو سوبر نينتندو. أطلقت لأول مرة 9 مارس 1996 في اليابان و13 مايو 1996 في أمريكا الشمالية وثم الناجمة عن نينتندو الظاهرية في عام 2008، مع بعض التعديلات الطفيفة. هذه هي المباراة الأولى في دور سلسلة ماريو. لعبة لديها أوجه التشابه مع غيرها من الألعاب الدور ساحة مثل كرونو الزناد وسلسلة فاينل فانتسي، ولكن القصة لا تزال جزءا من الكون سوبر ماريو بروس
ويترتب على ماريو وزملائه، مصممة على القضاء على الحدادة، والخصم الرئيسي الذي سرق النجوم السبعة للنجم الطريق، الطريق السريع حيث يتم منح كل رغبات. تقدم سوبر ماريو آر بي جي ما مجموعه خمسة أحرف للعب. وكان من إخراج يوشيهيكو ميكاوا وشيهيرو فوجيوكا والتي تنتجها شيجيرو مياموتو. يوكو شيمومورا تتكون الموسيقى من اللعبة، مما أدى أيضا في الألبوم.
سوبر ماريو RPG هو أحدث لعبة بطولة ماريو على SNES، وأيضا واحدة من المباريات الماضية التي تنتجها ساحة لنينتندو لChocobo الأرض: لعبة من النرد، الذي صدر في عام 2002 على جيم كيوب. وقدمت تطوير اللقب إلى حد كبير من قبل فرق مربع، مسترشدة منتج شيجيرو مياموتو.
وفي بيان لها، لقد كان النقاد للعبة إيجابي للغاية، لا سيما الترحيب 3D الرسومات والنمط البصري. يصادف عنوان بداية السطر ماريو ألعاب الأدوار التي هي الآن جزء سلسلة ورقة ماريو وماريو ولويجي، والتي تستخدم اتفاقيات تأسيس معينة في سوبر ماريو.

## الأماكن والشخصيات
يقع اللعبة العالم في منطقة جغرافية مختلفة، بما في ذلك الجبال والمسطحات المائية والمناظر الطبيعية وغيرها. كل منطقة لها خصائصها المتميزة المتعلقة سكان: المملكة الفطر يسكنها الضفادع، يتم ملؤها من قبل Molleville الشامات، ويسكن Mostro تاون من قبل وحوش السلمية، Yo'ster الجزيرة حيث يوشي وزملائه المقيمين ونيمبوس الأرض هي منطقة من قبل الناس على شكل سحابة بالسكان. قلعة العربة هو المكان الرئيسي في اللعبة لأنه يحمل البوابة إلى العالم حيث تقع الخصم الرئيسي.
بطل الرواية الرئيسي من اللعبة هو ماريو، التي تهدف إلى إنقاذ الأميرة الخوخ من براثن العربة ل. بعد فترة وجيزة من بداية رحلته، وحداده عصابة يغزو العالم ويبدأ في احداث فوضى خطيرة. خلال سعيه لوقف هذه المجموعة انضم ماريو الملوخية، وهو صبي سحابة الذي يعتقد انه الشرغوف. جينو، دمية التي تمتلكها روح السماوية ستار الطريق. العربة، مع جيوشه، الذين يخافون من حداده قانغ، وقد هجر القلعة والأميرة الخوخ، فقد العربة في الاضطرابات التي وقعت عندما وصل حداده قانغ في القلعة. وقاد حداده حداده قانغ التي كتبها حداد الروبوتية من بعد آخر هدفها هو الهيمنة على mondec 1.

## القصة
تبدأ اللعبة مع ماريو، الذي يصل في قلعة العربة لإنقاذ الأميرة Peach1. خلال المواجهة بين ماريو والعربة، سيفا العملاقة من السماء تعطل في القلعة، إخراج ماريو، العربة والأميرة الخوخ في المنطقة، وتناثر النجوم السبعة. ذهب ماريو لمملكة الفطر، حيث يصر المستشار أن يعود ماريو الفطر بحثا عن الأميرة واكتشاف سبب وصول السيف العملاق.
ترك قلعة الأميرة، ماريو يلتقي الملوخية، الشرغوف التي سرقت قطعة الضفدع بواسطة كروكو، لص المحلي. لوقف دموع الملوخية والمطر الهاطل، ماريو يوافق على مساعدة، ولكن عندما يذهبون معا مرة أخرى إلى القلعة، ويرون أن المملكة وغزت من قبل مخلوقات يدعون انهم ينتمون إلى عصابة حداده. ماريو والملوخية دخول القلعة ويتم استقبال من قبل رب العمل الأول من المباراة، سكين عملاق من قبل باسم ماك. بعد ضربه، والبطلين تجد نجما الغامضة التي تحيط ماريو أمل لمعرفة المزيد حول هذا الموضوع.
أثناء تفتيش الأميرة، ماريو، جنبا إلى جنب مع الملوخية، يلتقي دمية يدعى جينو، التي تسيطر عليها نجم الاعتبار. بعد معركة ضد بوير، مخلوق يتقوس، جينو ينضم ماريو في سعيه، ويعلم منه نجم وجد هو قطعة من نجم الطريق، التي يقيم فيها عادة. جينو (الذي يستخدم الاسم الحقيقي للدمية بسبب باسمه كان من الصعب جدا تنطق) ت 2 هو المسؤول عن إيجاد النجوم السبعة التي تشكل نجم الطريق، التي تقام من قبل أعضاء حداده قانغ، من أجل إصلاحه. ماريو والملوخية على استعداد لمساعدته في سعيه.
ماريو يجد أخيرا العربة، في محاولة لجمع قوة. أعداء اثنين توحد لإنقاذ الأميرة الخوخ، وهي عبارة عن أن يكون الزواج قسرا إلى الداعم، رئيس ملتح الطفل الصغير. مرة واحدة يتم حفظ الأميرة، العربة ينضم ماريو وحلفائه، في حين الأميرة الخوخ يعود أولا إلى المملكة الفطر وانضم إلى المجموعة.
عندما استعادت ماريو وزمرته غالبية النجوم، يتعلمون أن النجم الأخيرة في القلعة العربة. بعد لقاء في طريقهم إلى القلعة وفاز أتباع الحدادة، وماريو ورفاقه اكتشاف أن القلعة أصبحت حداده المصنع، حيث أنتجت كتلة جيشه. وأخيرا هزم الحدادة وتعافى تستخدم النجوم السبعة لإصلاح نجم الطريق.

## نظام اللعبة
في سوبر ماريو RPG، ماريو، العربة، الأميرة الخوخ، الملوخية وجينو الجمع معا من أجل المباراة الأولى في دور سلسلة ماريو. اللعبة تحتوي على الكثير من أوجه التشابه مع غيرها من الألعاب من دور مصمم ساحة لينة، مثل كرونو الزناد والخيال النهائي، ويخلط مع القصة ونظام عمل سلسلة سوبر ماريو Bros2.
مثل معظم الآر بي جي، وينقسم سوبر ماريو RPG إلى قسمين: وضع مغامرة والمعركة لتحويل ضد وحوش. الكثير من هذه اللعبة لا يأخذ بعين الاعتبار القتال ضد الأعداء، وستقام المباراة في المقام الأول باعتباره منصة لعبة في 3D متساوي القياس فيه كل السمات التقليدية ماريو، مثل الركل أو القفز على كتل عائمة. أعداء ماريو مرئية وتتحرك من حوله، وتبدأ معركة عندما يأتي ماريو على اتصال معهم. هذه الميزة تسمح للاعب لاختيار المعارك كان يريد أو éviter1.
اللاعب يبدأ رحلته مع ماريو. خلال المباراة، مجموعة إجمالية قدرها خمسة أحرف يمكن أن تكون مقفلة، على الرغم من أن ثلاثة فقط يمكن استخدامها على حد سواء للقتال. كل واحد من خمسة أحرف لمجموعة من الهجمات والتقنيات التي هي محددة لذلك. على سبيل المثال، الأميرة الخوخ متخصصة في كليات شفاء في حين الهجمات جينو العربة، ويجب أن تلحق ضررا كبيرا. ماريو يشارك في كل المعارك، واثنين من الشخصيات الأخرى التي يمكن اختيارها من قبل combat1.
تستند المعارك على تحويل نظام المعركة التقليدية القائمة مع إضافة المزيد من الأوامر لتضخيم آثار التكنولوجيا. وهكذا، الأضرار التي لحقت الخصم مع هجوم واحد أو مهارة يمكن أن تضاعف ببساطة عن طريق الضغط على الزر المقابل في وقت التأثير. هذه هي واحدة من السمات الأكثر ابتكارا من اللعب التي كانت ثم المتكررة للألعاب سلسلة ماريو فضلا عن الأدوار التالية الأخرى، مثل فاينل فانتسي VIII1

## تطوير

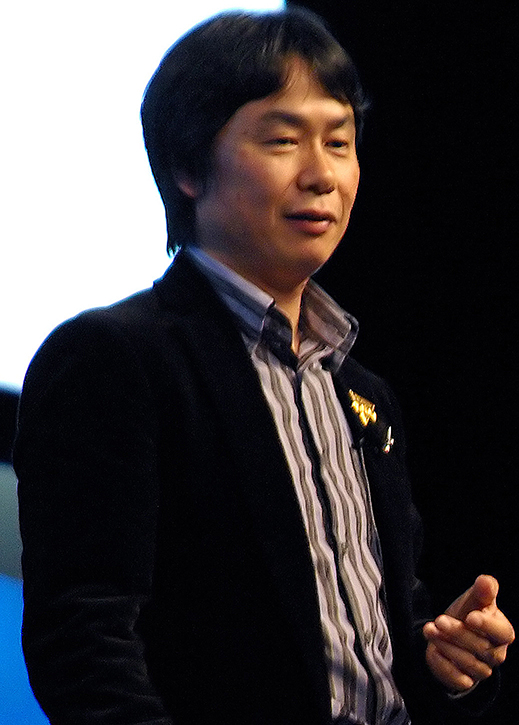
شيجيرو مياموتو في مؤتمر مطوري الألعاب 2007

كشف النقاب عن اللعبة رسميا في مهرجان V-السريع في اليابان في عام 1995 من قبل شيجيرو مياموتو، خالق ماريو ومنتج، وشيهيرو فوجيوكا، coréalisateur3. فرق التطوير، بقيادة مياموتو، استغرق أكثر من عام لتطوير الرسومات jeu4. هذا واحد يأخذ مكان في المملكة الفطر المصممة حديثا وعلى أساس سوبر ماريو بروس سلسلة في أكتوبر 1995، أعلنت سكوير أن وضع عنوان وارتفع إلى نحو 70٪. تم إنشاء العناصر الداخلية مثل الأعمدة والسلالم والعناصر الخارجية من خلال تقنيات المتقدمة النمذجة الحاسوبية (ACM، حرفيا «الحاسوب المتقدمة النمذجة» 5). وكان القصد التأثيرات الضوئية الخاصة، بما في ذلك الظلال والانعكاسات لتحسين مظهر عناصر 3D6،7,8.
تحت قيادة مياموتو، وقد وضعت ساحة سوبر ماريو آر بي جي في اليابان، باستخدام كل عناصر آر بي جي الكلاسيكية في فاينل فانتسي السادس وكرونو الزناد ومنصات الألعاب نينتندو. وعلى غرار تسلسل القتالية على سلسلة فاينل فانتسي من ساحة، في حين أن تقليد سوبر ماريو بروس الألعاب كنت بحاجة لجرعة كبيرة من العمل. مع وجهة نظر منظور ثلاثة أرباع عرضت على اللقب، ماريو لديها مجموعة واسعة من التحركات المحتملة: انه يمكن ان تتحرك في ثمانية اتجاهات على الأرض ولكن أيضا القفز صعودا أو هبوطا. في هذه المرحلة من التنمية، اقتربت خلط المغامرة عناصر اللعب والعمل لعبة أسطورة زيلدا: وصلة لPast6،8.
عندما تلقى نينتندو الأمريكية (نوا) في نوفمبر الانتهاء من إصدار 60٪ من اللعبة، وكانت المفاجأة الكبرى وجود نظام القتال باستخدام عناصر آر بي جي، وهو ما يتناقض أن NOA كان يعتقد حتى ذلك الحين. خلال المعركة، يمكن للاعب أن يرى الرسوم المتحركة لكل طلقة. تدرج شاشات المعركة، فضلا عن بقية اللعبة أيضا العفاريت générés9 بالفعل. وفي ديسمبر كانون الأول الإضافات التي أدخلت على اللعبة تأخر ترجمة هذا dernier9 صدر أخيرا مايو 1996.
سوبر ماريو آر بي جي هي واحدة من ألعاب الوحيدة لنينتندو SNES استخدام SA-1. مقارنة مع ألعاب القياسية للSNES، ويعزز هذا المعالج إضافية تردد على مدار الساعة، وسرعة الوصول من ذاكرة الوصول العشوائي، ويزيد ضغط البيانات وسعة التخزين، مشيرا إلى وسائط DMA جديدة (بما في ذلك نقل النقطية إلى خطة ثنائية)، ويشتمل على CIC تأمين (لمنع القرصنة ومراقبة الأسواق الإقليمية) 10.
واحدة من السمات الفنية لهذه اللعبة هو الذي جعله باعتباره سلسلة من دونكي كونج البلد والقاتل غريزة عبة القتال - وهذا الأخير بعد أن تم تطويرها من قبل نادرة. وقد صمم هذا البرنامج على محطات العمل سيليكون غرافيكس لنمذجة والشخصيات 3D متعددة الأضلاع ومشهد، ثم تحويل جميع 2D اعتمادا على قدرات سوبر نينتندو. وبالتالي فإن تقديم البصري في طليعة ما هو ممكن لتحقيق هذا console11.
ويتم إنتاج المؤثرات الصوتية للعبة من قبل SPC700 معالج الصوت الداخلي للسوبر نينتندو. كان وجود قدرات الصوت بنيت في رقاقة يست حكرا على هذه اللعبة. أنها شملت هذه المحاكاة البدائية من صدى لها أثر تأخير أو صدى. سوبر ماريو RPG لديها 210 sonores12 الآثار.

## فريق التطوير
الإدارة: شيهيرو فوجيوكا، يوشيهيكو ميكاوا
أحداث تصميم: كيسوكي Matsuhara ياسوشي ماتسومورا تارو كودو
القتال تصميم: ياسويوكي هاسيبي، اكيوشي أوتا
قيادي مبرمج: فومياكي Fukaya
مبرمج القتال ريو موتو
القوائم مبرمج: ميتسو يوشيوكا
منسق الرسم: هيديو Minaba
قيادي تصميم حرف: Kiyofumi كاتو، يوكو Hatae
الوحش الأحرف المشرف التصميم / حرف: كازويوكي Kurashima
البصرية المساعدة تأثيرات / الأرض: جيرو ميفوني
منسق خريطة البيانات: كينيتشي نيشي
خلفية خريطة تصميم: اكيرا اويدا، يوكو Abiru، يوكا مياموتو، توشيوكي موجي، يوكيكو ساساكي
معركة خلفية التصميم: ميساكو تسوتسوى
منسق خريطة بيانات مساعد: توشي كوريهارا
خلفية خريطة الرسومات: تومويوشي ساكاجوتشي، يوكي ازوما
الموسيقى: يوكو شيمومورا
منتج: شيجيرو مياموتو
منتج منفذ: هيروشي ياموتشي، تيتسو ميزونو

## الموسيقى
يوكو شيمومورا، الذي عمل في وقت لاحق في ليلة رأس الطفيلي، أسطورة مانا والمملكة هارتس سلسلة وتتألف الموسيقى لسوبر ماريو RPG. أنها أدرجت ترتيبات كوجي كوندو ونوبو يوماتسو الموسيقى للعبة. ثلاثة مسارات الصوت هي من سلسلة فاينل Fantasy13.
تم نشر الموسيقى التصويرية لسوبر ماريو آر بي جي من قبل NTT على القرص المضغوط تحت عنوان سوبر ماريو RPG النسخة الأصلية الصوت، مع رمز NAO-5047 / NAO-5048. وكان أفرج عنه في اليابان يوم 25 مارس، 1996. ويشمل CD 61 الأغاني في حين أن اللعبة تحتوي على 7314.